# Ḫ
Ḫ, ḫ (h con breve suscrito) es una letra del alfabeto latino extendido que se utiliza principalmente para transliterar un sonido equivalente al de la J en español en varias lenguas semitas, o afroasiáticas en general:
- Árabe Ḫāʾ (خ) /x/
- Arameo Ḫēt (𐡄) y hebreo Jet (ח) /x/
- Acadio /χ/
- Laringal hitita h
- Antiguo egipcio | x | , ver jeroglíficos egipcios
- Etíope Ḫarm (ኀ)
- En el alfabeto latino del idioma khalaj de Irán
- En la transliteración sumeria en lugar de thorn ( þ )

En muchos idiomas afroasiáticos existían tres fricativas sordas: uvular /ḫ/, glotal /h/ y faríngea /ḥ/, aunque en muchos se fusionaron Ḥ y Ḫ.

## Unicode
En Unicode ocupa las posiciones U+1E2A y U+1E2B.
| Carácter      | Ḫ                                       | Ḫ                                       | ḫ                                     | ḫ                                     |
| ------------- | --------------------------------------- | --------------------------------------- | ------------------------------------- | ------------------------------------- |
| Unicode       | LATIN CAPITAL LETTER H WITH BREVE BELOW | LATIN CAPITAL LETTER H WITH BREVE BELOW | LATIN SMALL LETTER H WITH BREVE BELOW | LATIN SMALL LETTER H WITH BREVE BELOW |
| Codificación  | decimal                                 | hex                                     | decimal                               | hex                                   |
| Unicode       | 7722                                    | U+1E2A                                  | 7723                                  | U+1E2B                                |
| UTF-8         | 225 184 170                             | E1 B8 AA                                | 225 184 171                           | E1 B8 AB                              |
| Ref. numérica | &#7722;                                 | &#x1E2A;                                | &#7723;                               | &#x1E2B;                              |